# Pentathlon aux championnats du monde d'athlétisme en salle 2024
Pour un article plus général, voir Championnats du monde d'athlétisme en salle 2024.
Navigation
2022 2025
L'épreuve du pentathlon  des championnats du monde en salle de 2024 se déroule le 1er mars 2024 dans l'Emirates Arena de Glasgow, en Écosse.

## Résultats

### 60 mètres haies
| Rang | Série | Athlète         | Pays        | Temps  | Points | Notes |
| ---- | ----- | --------------- | ----------- | ------ | ------ | ----- |
| 1    | 2     | María Vicente   | Espagne     | 8 s 07 | 1113   |       |
| 2    | 1     | Chari Hawkins   | États-Unis  | 8 s 16 | 1093   | PB    |
| 3    | 2     | Abigail Pawlett | Royaume-Uni | 8 s 25 | 1073   |       |
| 4    | 2     | Noor Vidts      | Belgique    | 8 s 27 | 1068   |       |
| 5    | 2     | Sveva Gerevini  | Italie      | 8 s 28 | 1066   |       |
| 6    | 2     | Sofie Dokter    | Pays-Bas    | 8 s 29 | 1064   | PB    |
| 7    | 1     | Saga Vanninen   | Finlande    | 8 s 33 | 1055   | SB    |
| 8    | 1     | Verena Mayr     | Autriche    | 8 s 47 | 1024   | SB    |
| 9    | 2     | Jana Koščak     | Croatie     | 8 s 51 | 1015   |       |
| 10   | 1     | Yuliya Loban    | Ukraine     | 8 s 54 | 1008   |       |
| 11   | 1     | Szabina Szűcs   | Hongrie     | 8 s 65 | 984    |       |
| 12   | 1     | Bianca Salming  | Suède       | 8 s 95 | 920    |       |

### Saut en hauteur
| Rang | Athlète         | Pays        | 1.64 | 1.67 | 1.70 | 1.73 | 1.76 | 1.79 | 1.82 | 1.85 | Marque | Points | Notes | Total |
| ---- | --------------- | ----------- | ---- | ---- | ---- | ---- | ---- | ---- | ---- | ---- | ------ | ------ | ----- | ----- |
| 1    | Bianca Slaming  | Suède       | -    | -    | o    | o    | o    | o    | o    | xxx  | 1,82 m | 1003   |       | 1923  |
| 2    | Noor Vidts      | Belgique    | -    | -    | o    | o    | o    | o    | xxx  |      | 1,79 m | 966    | SB    | 2034  |
| 3    | Saga Vanninen   | Finlande    | o    | o    | xo   | o    | xo   | o    | xxx  |      | 1,79 m | 966    | SB    | 2021  |
| 4    | Chari Hawkins   | États-Unis  | -    | -    | o    | o    | o    | xxx  |      |      | 1,76 m | 928    | SB    | 2021  |
| 5    | Sofie Dokter    | Pays-Bas    | -    | -    | o    | o    | o    | xxx  |      |      | 1,76 m | 928    |       | 1992  |
| 6    | Sveva Gerevini  | Italie      | xo   | o    | o    | xxo  | o    | xxx  |      |      | 1,76 m | 928    | =PB   | 1994  |
| 7    | Yuliya Loban    | Ukraine     | o    | o    | o    | o    | xo   | xxx  |      |      | 1,76 m | 928    | =SB   | 1936  |
| 8    | Verena Mayr     | Autriche    | o    | o    | o    | xo   | xxo  | xxx  |      |      | 1,76 m | 928    | SB    | 1952  |
| 9    | María Vicente   | Espagne     | -    | o    | o    | xr   |      |      |      |      | 1,70 m | 855    |       | 1968  |
| 10   | Abigail Pawlett | Royaume-Uni | o    | o    | xxo  | xxx  |      |      |      |      | 1,70 m | 855    |       | 1928  |
| 11   | Szabina Szűcs   | Hongrie     | xo   | -    | xxx  |      |      |      |      |      | 1,64 m | 783    |       | 1767  |
|      | Jana Koščak     | Croatie     | DNS  | DNS  | DNS  | DNS  | DNS  | DNS  | DNS  | DNS  | DNS    | 0      |       | 1015  |

### Lancer du poids
| Rang | Athlète         | Pays        | #1      | #2      | #3      | Marque  | Points | Notes | Total |
| ---- | --------------- | ----------- | ------- | ------- | ------- | ------- | ------ | ----- | ----- |
| 1    | Saga Vanninen   | Finlande    | x       | 14,91 m | 15,01 m | 15,01 m | 862    | SB    | 2883  |
| 2    | Noor Vidts      | Belgique    | 14,26 m | 14,25 m | 13,57 m | 14,26 m | 811    | SB    | 2845  |
| 3    | Bianca Slaming  | Suède       | 13,60 m | 13,88 m | 13,93 m | 13,93 m | 789    |       | 2712  |
| 4    | Yuliya Loban    | Ukraine     | 13,90 m | x       | 13,32 m | 13,90 m | 787    |       | 2723  |
| 5    | Verena Mayr     | Autriche    | 13,10 m | 13,69 m | 13,83 m | 13,83 m | 783    |       | 2735  |
| 6    | Chari Hawkins   | États-Unis  | 13,20 m | 12,82 m | 13,37 m | 13,37 m | 752    | SB    | 2773  |
| 7    | Sofie Dokter    | Pays-Bas    | 13,04 m | 12,66 m | 12,58 m | 13,04 m | 730    |       | 2722  |
| 8    | Abigail Pawlett | Royaume-Uni | 12,29 m | 12,90 m | 12,95 m | 12,95 m | 724    |       | 2652  |
| 9    | Sveva Gerevini  | Italie      | 12,50 m | 12,58 m | 12,34 m | 12,58 m | 700    | SB    | 2694  |
| 10   | Szabina Szűcs   | Hongrie     | 11,91 m | 12,25 m | 11,77 m | 12,25 m | 678    |       | 2445  |
| 11   | Jana Koščak     | Croatie     | DNS     | DNS     | DNS     | DNS     | DNS    | DNS   | DNF   |
| 12   | María Vicente   | Espagne     | DNS     | DNS     | DNS     | DNS     | DNS    | DNS   | DNF   |

### Saut en longueur
| Rang | Athlète         | Pays        | #1     | #2     | #3     | Marque | Points | Notes | Total |
| ---- | --------------- | ----------- | ------ | ------ | ------ | ------ | ------ | ----- | ----- |
| 1    | Noor Vidts      | Belgique    | 6,20 m | 6,40 m | 6,50 m | 6,50 m | 1007   | SB    | 3852  |
| 2    | Saga Vanninen   | Finlande    | 6,19 m | x      | 6,41 m | 6,41 m | 978    | SB    | 3861  |
| 3    | Sveva Gerevini  | Italie      | 6,26 m | 6,10 m | 5,98 m | 6,26 m | 930    | SB    | 3624  |
| 4    | Sofie Dokter    | Pays-Bas    | 6,20 m | x      | x      | 6,20 m | 912    |       | 3634  |
| 5    | Abigail Pawlett | Royaume-Uni | 6,11 m | x      | x      | 6,11 m | 883    |       | 3535  |
| 6    | Szabina Szűcs   | Hongrie     | 6,06 m | r      |        | 6,06 m | 868    |       | 313   |
| 7    | Yuliya Loban    | Ukraine     | 5,72 m | 5,66 m | 6,04 m | 6,04 m | 862    |       | 3585  |
| 8    | Chari Hawkins   | États-Unis  | 5,53 m | 5,99 m | 5,95 m | 5,99 m | 846    | SB    | 3619  |
| 9    | Verena Mayr     | Autriche    | 5,79 m | 5,93 m | 5,58 m | 5,93 m | 828    |       | 3563  |
| 10   | Bianca Slaming  | Suède       | x      | 5,65 m | x      | 5,65 m | 744    |       | 3456  |
|      | Jana Koščak     | Croatie     | DNS    | DNS    | DNS    | DNS    | DNS    | DNS   | DNF   |
|      | María Vicente   | Espagne     | DNS    | DNS    | DNS    | DNS    | DNS    | DNS   | DNF   |

### 800 mètres
| Rang | Athlète         | Pays        | Temps         | Points | Notes | Total |
| ---- | --------------- | ----------- | ------------- | ------ | ----- | ----- |
| 1    | Sofie Dokter    | Pays-Bas    | 2 min 11 s 89 | 937    | PB    | 4571  |
| 2    | Sveva Gerevini  | Italie      | 2 min 12 s 07 | 935    | SB    | 4559  |
| 3    | Noor Vidts      | Belgique    | 2 min 12 s 99 | 921    | SB    | 4773  |
| 4    | Szabina Szűcs   | Hongrie     | 2 min 14 s 05 | 906    |       | 4219  |
| 5    | Verena Mayr     | Autriche    | 2 min 14 s 31 | 903    |       | 4466  |
| 6    | Bianca Slaming  | Suède       | 2 min 17 s 28 | 861    |       | 4317  |
| 7    | Yuliya Loban    | Ukraine     | 2 min 20 s 51 | 817    |       | 4402  |
| 8    | Saga Vanninen   | Finlande    | 2 min 20 s 54 | 816    | PB    | 4677  |
| 9    | Chari Hawkins   | États-Unis  | 2 min 24 s 08 | 769    | SB    | 4388  |
| 10   | Abigail Pawlett | Royaume-Uni | 2 min 25 s 34 | 752    |       | 4287  |
|      | Jana Koščak     | Croatie     | DNS           | DNS    | DNS   | DNF   |
|      | María Vicente   | Espagne     | DNS           | DNS    | DNS   | DNF   |

### Classement final
| Rang               | Athlète         | Pays        | Points | Notes |
| ------------------ | --------------- | ----------- | ------ | ----- |
| Médaille d'or      | Noor Vidts      | Belgique    | 4773   | WL    |
| Médaille d'argent  | Saga Vanninen   | Finlande    | 4677   | NR    |
| Médaille de bronze | Sofie Dokter    | Pays-Bas    | 4571   | SB    |
| 4                  | Sveva Gerevini  | Italie      | 4559   | NR    |
| 5                  | Verena Mayr     | Autriche    | 4466   |       |
| 6                  | Yuliya Loban    | Ukraine     | 4402   |       |
| 7                  | Chari Hawkins   | États-Unis  | 4388   | SB    |
| 8                  | Bianca Slaming  | Suède       | 4317   |       |
| 9                  | Abigail Pawlett | Royaume-Uni | 4287   |       |
| 10                 | Szabina Szűcs   | Hongrie     | 4219   |       |
|                    | Jana Koščak     | Croatie     | DNF    | DNF   |
|                    | María Vicente   | Espagne     | DNF    | DNF   |

## Légende
Records et Performances
- AR : Record continental (area record)
- CR : Record des championnats (championship record)
- MR : Record du meeting (meet record)
- NR : Record national (national record)
- OR : Record olympique (olympic record)
- PR : Record paralympique (paralympic record)
- PB : Record personnel (personal best)
- SB : Meilleure performance personnelle de la saison (season's best)
- WL : Meilleure performance mondiale de l'année (world leader)
- WJR : Record du monde junior (world junior record)
- WR : Record du monde (world record)

Circonstances et Conditions
- DNF : N'a pas terminé (did not finish)
- DNS : N'a pas pris le départ (did not start)
- DQ : Disqualification (disqualification)
- NM : Aucun essai valable enregistré (No Mark)
- Q : Qualifié « directement » au prochain tour (ou à la prochaine compétition), lors d'une compétition majeure, grâce au classement ou à la réalisation des minima (automatic qualifier)
- q : Qualifié au prochain tour (ou à la prochaine compétition), lors d'une compétition majeure, grâce au repêchage ou à la réalisation de l'une des meilleures performances parmi celles des « non qualifiés directement » (grâce au meilleur temps ou à la meilleure distance par exemple) (secondary qualifier)